# Ogatsu
Ogatsu (jap. 雄勝町, -chō) war eine Gemeinde im Landkreis Monou in der japanischen Präfektur Miyagi.

## Geografie
Ogatsu liegt entlang der kleinen, engen Ogatsu-Bucht (雄勝湾, Ogatsu-wan) an der pazifischen Ostküste Japans, wobei sich der zentrale Ortsteil Ogatsu am Nordende der Bucht befindet.

## Geschichte
Die Gemeinde entstand im Zuge der Errichtung des modernen japanischen Gemeindewesens am 1. April 1889 aus der administrativen Zusammenfassung von 12 Dörfern – Ogatsuhama (雄勝浜村, -mura), Myōjinhama (明神浜村, -mura), Naburihama (名振浜村, -mura), Funakoshihama (船越浜村, -mura), Ōsuhama (大須浜村, -mura), Kumazawahama (熊沢浜村, -mura), Wakuhama (桑浜村, -mura), Tachihama (立浜村, -mura), Ōhama (大浜村, -mura), Ojimahama (小島浜村, -mura), Mizuhama (水浜村, -mura) und Wakahame (分浜村, -mura) – zur Dorfgemeinde Jūgohama (十五浜村, -mura, wörtlich: „15 Strände“). Am 1. April 1941 erfolgte die Ernennung zur Stadt (chō) und damit einhergehend die Umbenennung in Ogatsu.
Am 1. April 2005 wurde die Gemeinde mit der alten kreisfreien Stadt Ishinomaki, sowie den kreisangehörigen Städten Monou, Kanan, Kahoku, Kitakami aus demselben Landkreis Monou und Oshika aus dem Landkreis Oshika zur neuen Stadt Ishinomaki. Dies führte zur Auflösung des Landkreises Monou.
Ogatsu wurde durch das Tōhoku-Erdbeben und den darauf folgenden Tsunami vom 11. März 2011 sehr stark getroffen. 280 Menschen stehen auf den offiziellen Opferlisten der Tsunamitoten, andere Tsunamiopfer mussten tagelang auf eine Rettung warten. Die von der Katastrophe betroffene Bevölkerung in Ogatsu entschied sich gegen den Umsiedlungsplan der Lokalregierung und für einen Wiederaufbau der Stadt an ihrem ursprünglichen Ort.
Zwischen 2017 und 2020 wurde die neue vier Kilometer lange Flutschutzmauer gebaut, die hier bis zu 9,70 Meter hoch ist. Vor der Mauer wurde ein neuer Fischereihafen gebaut. Hinter der Mauer wurden neue Wohnhäuser auf 20 Meter hohen Hügeln gebaut, da durch kontrollierte Öffnungen Wasser bei Sturmflut eindringt. Teile der Mauer wurden von dem aus Tokyo stammenden Takanosuke Yasui bemalt.

## Verkehr
Die wichtigste Fernstraße ist die Nationalstraße 398 nach (dem alten) Ishinomaki und Yurihonjō. Eine Anbindung an das Schienennetz besteht nicht.

## Wirtschaft
Der Ort ist in Japan bekannt für seine Reibsteine für Tusche und das früher alljährlich stattfindende Jakobsmuschelfest.
Der Fischereistandort Ogatsu besaß ungefähr 280 Fischer. Des Weiteren war die Zucht von Austern und  Jakobsmuscheln von wirtschaftlicher Bedeutung. Sämtliche Ernten und Fänge wurden über Genossenschaften an Zwischen- und Großhändler verkauft.
Eine nach dem Tsunami gegründete Fischereigenossenschaft mit ca. 2000 Genossen und 25 Fischern trägt den Namen OH!Guts! (frei übersetzt: Ogatsu hat Mut!). Die Genossenschaft hofft, durch Direktvermarktung Überschüsse an die Anteilseigner ausschütten zu können. Diese sollen durch den Fischfang mit den 10 verbliebenen Booten und durch die Erträge aus der Ernte von Jakobsmuscheln und später aus der Ernte von Austern erzielt werden.

## Bildung
In Ogatsu befanden sich die Grundschulen (雄勝町立X小学校, Ogatsu-chōritsu X shōgakkō) Ōsu, Funakoshi und Ogatsu, sowie die Mittelschulen (雄勝町立X中学校, Ogatsu-chōritsu X chūgakkō) Ōsu und Ogatsu.